# Hart- en vaatziekten
Hart- en vaatziekten (HVZ) zijn aandoeningen die het hart en vaatstelsel aangaan, zoals hypertensie, hartinfarcten, beroerten, ischemische aanvallen of TIA's en vaatlijden van de grote vaten, zoals etalagebenen. Ze behoren in de westerse wereld tot de belangrijkste doodsoorzaken. Hart- en vaatziekten worden onderverdeeld in verworven en aangeboren, congenitale aandoeningen.
De ziekten kunnen met geneesmiddelen, onder andere antistollingsmiddel en cholesterolverlagers, of met een interventie zoals bypasschirurgie of een dotterbehandeling worden behandeld. In sommige gevallen is een afwachtend dan wel ondersteunend beleid mogelijk. Adviezen over levensstijl zijn een belangrijk onderdeel van de behandeling, zoals voedingsadviezen en hulp bij stoppen met roken. 

## Risicofactoren
- erfelijkheid: als hart- en vaatziekten op jonge leeftijd veel voorkomen in de familie
- obesitas
- roken
- hypertensie (hoge bloeddruk)
- diabetes
- leeftijd: mannen ouder dan 40 jaar en vrouwen ouder dan 50 jaar[1]
- weinig lichaamsbeweging
- een ongezond voedingspatroon [2]
- luchtvervuiling (waaronder fijnstof)[3]
- parodontitis[4]